# تیهومیر اورشکوویچ
تیهومیر اورشکوویچ (انگلیسی: Tihomir Orešković؛ زادهٔ ۱ ژانویهٔ ۱۹۶۶) یک سیاست‌مدار اهل کرواسی است.